# Dynabook

Оригінальний малюнок А. Кея, що зображує Dynabook' (1972 рік)

Dynabook — концепція пристрою для навчання. Створено Аланом Кеєм в 1968 році, за два роки до заснування Xerox PARC. Кей хотів зробити «персональний комп'ютер для дітей різного віку». Ідея призвела до розробки прототипу Xerox Alto, який спочатку називався «попереднім варіантом Dynabook». На початку 1972 року у ньому втілилися всі елементи графічного інтерфейсу користувача. Програмною складовою цього дослідження була мова програмування Smalltalk, яка знайшна своє власне життя, незалежне від концепції Dynabook.

## Історія
Концепція Dynabook описувала те, що зараз відомо як ноутбук (лептоп), планшетний ПК, або комп'ютер з поверхнею для письма з майже вічним зарядом батарей і програмним забезпеченням, що надає  дітям доступ до цифрових носіїв знань. Дорослі також могли б користуватися Dynabook, але цільовою аудиторією були саме діти.
Кей хотів, щоб концепція Dynabook втілила навчальні теорії, запропоновані Джеромом Брюнером і Сеймуром Папертом, який проводив дослідження з еволюційним психологом Жаном Піаже і до того часу винайшов мову програмування Лого.
З кінця 1990-х років Кей працює над програмною системою Squeak, заснованому на Smalltalk оточенні з відкритим вихідним кодом, яке може розглядатися як логічне продовження концепції Dynabook.
Алан Кей активно бере участь в проекті One Laptop Per Child, в якому використовуються Smalltalk, Squeak і ідея комп'ютера для навчання в цілому.
Хоча в наш час[коли?] апаратне забезпечення, необхідне для реалізації концептуальних ідей Dynabook, широко доступне, Алан Кей продовжує вважати, що Dynabook ще не створено, оскільки відсутні ключове програмне забезпечення та освітні навчальні курси.

## Спроби реалізації концепції

### Toshiba

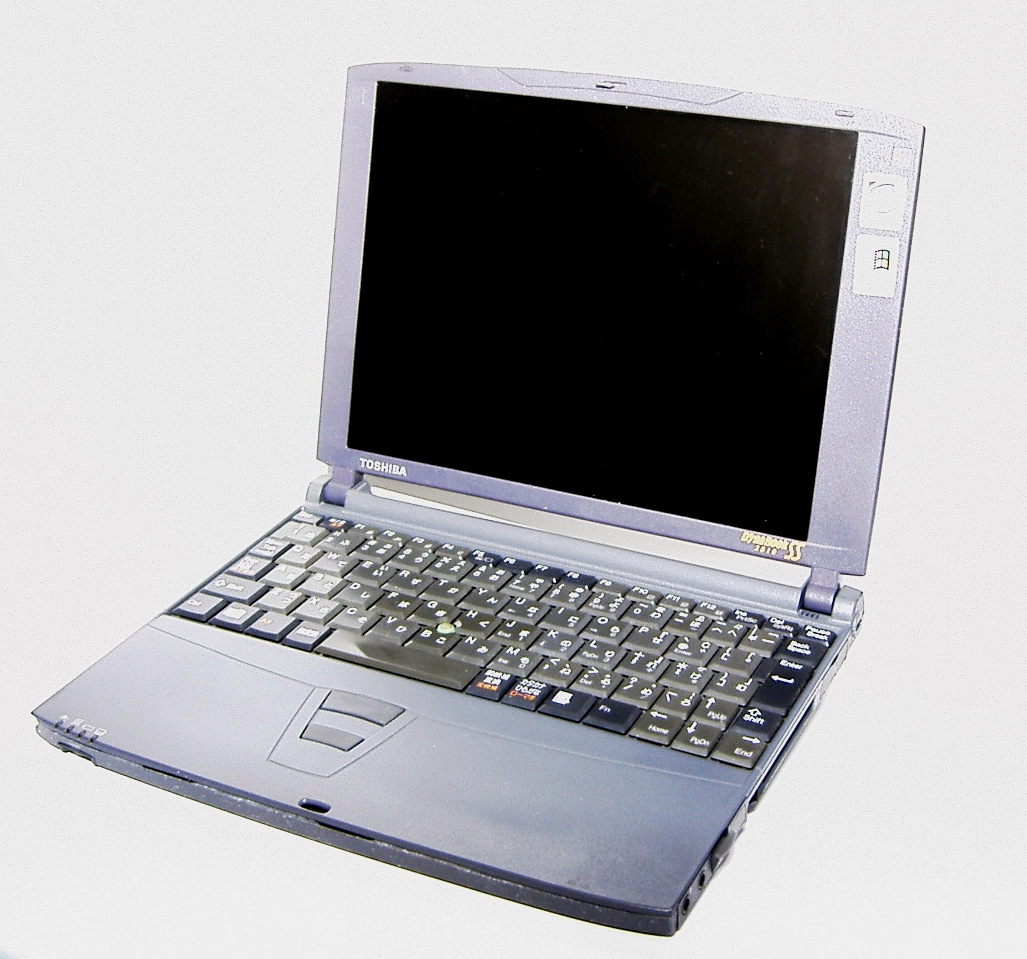
Dynabook Toshiba SS-3010

У 1989 році у компанія Toshiba випустила ноутбук під маркою «Dynabook»,
а в  1994 році у було випущено серію суб-ноутбуків під маркою «Dynabook SS» .
Компанія Toshiba є власником торгової марки «Dynabook».

### Microsoft Tablet PC
Коли Microsoft в 2002 році представила свій планшетний ПК, Алан Кей сказав, що «Microsoft's Tablet PC, перший Dynabook-подібний комп'ютер досить хороший для критики» (коментар, який раніше він застосував до Apple Macintosh).

### Apple iPhone і iPad
У 2007 році після презентації Apple iPhone, Алан Кей сказав: «Коли вийшов Macintosh, в Newsweek запитали, що я про нього думаю. Я сказав: це перший персональний комп'ютер, гідний критики. Після презентації Стів Джобс підійшов і запитав, чи гідний iPhone критики? І я відповів: зробіть його розміром п'ять на вісім дюймів і ви завоюєте світ ».

При ширині в п'ять і довжині у вісім дюймів діагональ планшета дорівнює 9,4 дюйма. Діагональ представленого 27 січня 2010 року інтернет-планшет Apple iPad 9,7 дюйми, - тобто Стів Джобс майже буквально діяв за порадою Алана Кея.